# Războienii de Jos, Neamț
Războienii de Jos (în trecut, Uscați) este satul de reședință al comunei Războieni din județul Neamț, Moldova, România.